# Еспорлату
Еспорлату (итал. Esporlatu) је насеље у Италији у округу Сасари, региону Сардинија.
Према процени из 2011. у насељу је живело 408 становника. Насеље се налази на надморској висини од 440 м.

## Становништво
| 1936. | 1951. | 1961. | 1971. | 1981. | 1991. | 2001. | 2011. |
| ----- | ----- | ----- | ----- | ----- | ----- | ----- | ----- |
| 672   | 755   | 689   | 536   | 561   | 485   | 475   | 412   |